# جان دبلیو بری (روان‌شناس)
جان دبلیو بری (انگلیسی: John W. Berry؛ زادهٔ ۱۹۳۹ (۸۵–۸۶ سال)) یک روان‌شناس است که به دلیل کار خود در دو زمینه شناخته شده‌است: تأثیرات بوم شناختی و فرهنگی بر رفتار. و سازگاری مهاجران و مردم بومی به دنبال تماس بین فرهنگی.